# Afro-Amerikanen

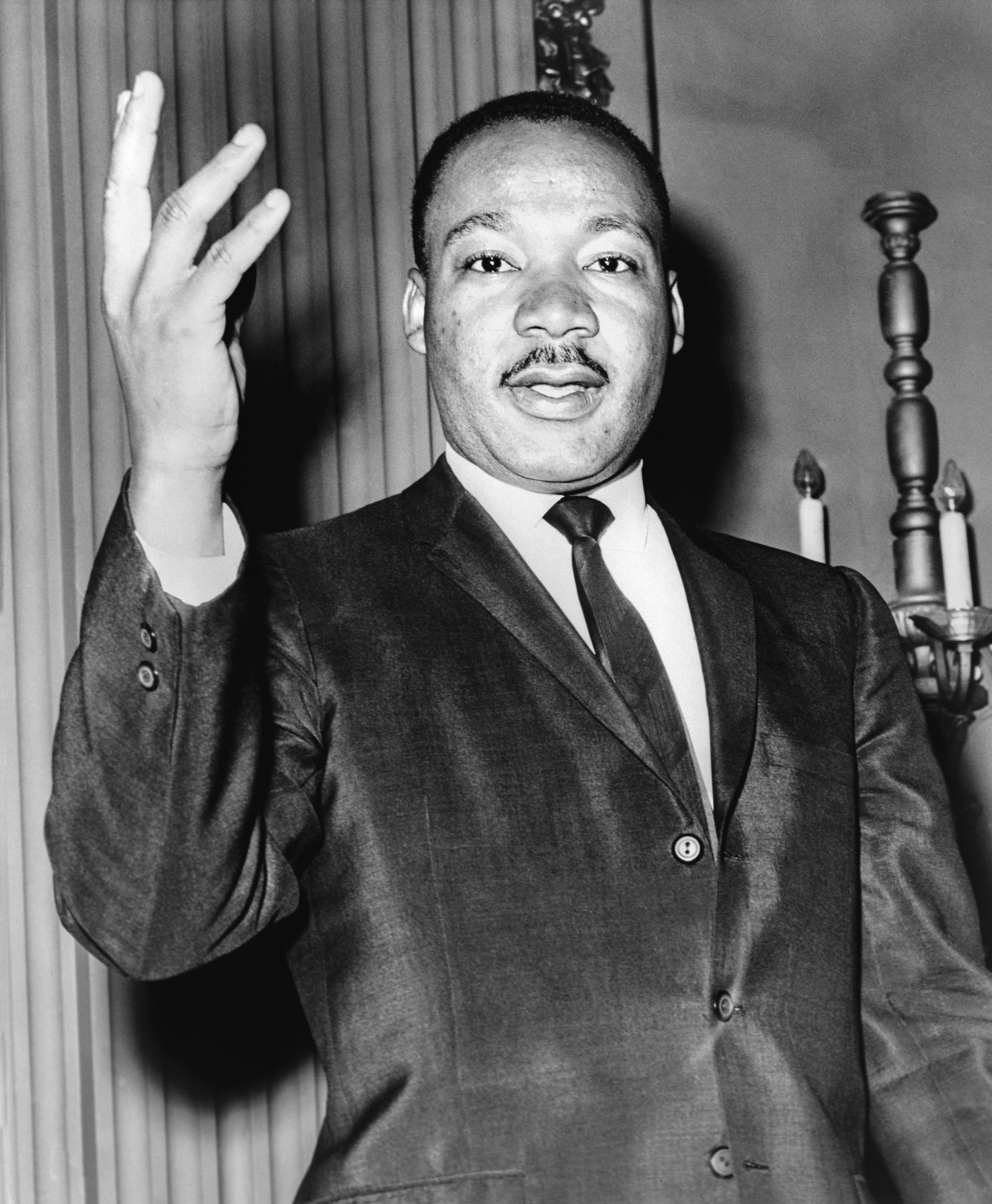
Martin Luther King Jr.

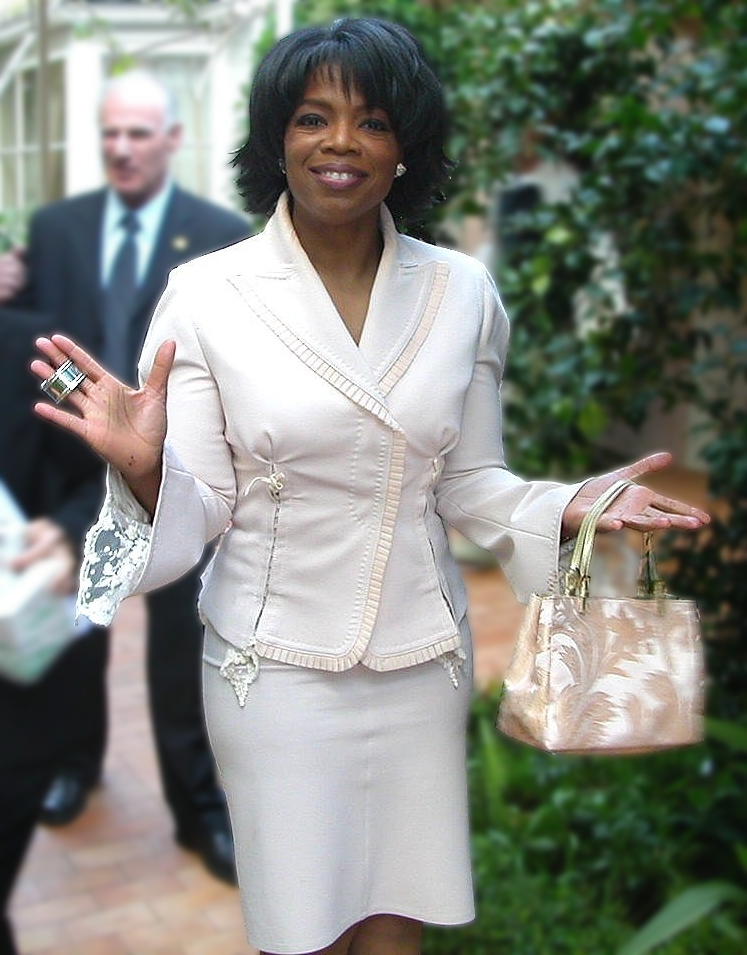
Oprah Winfrey

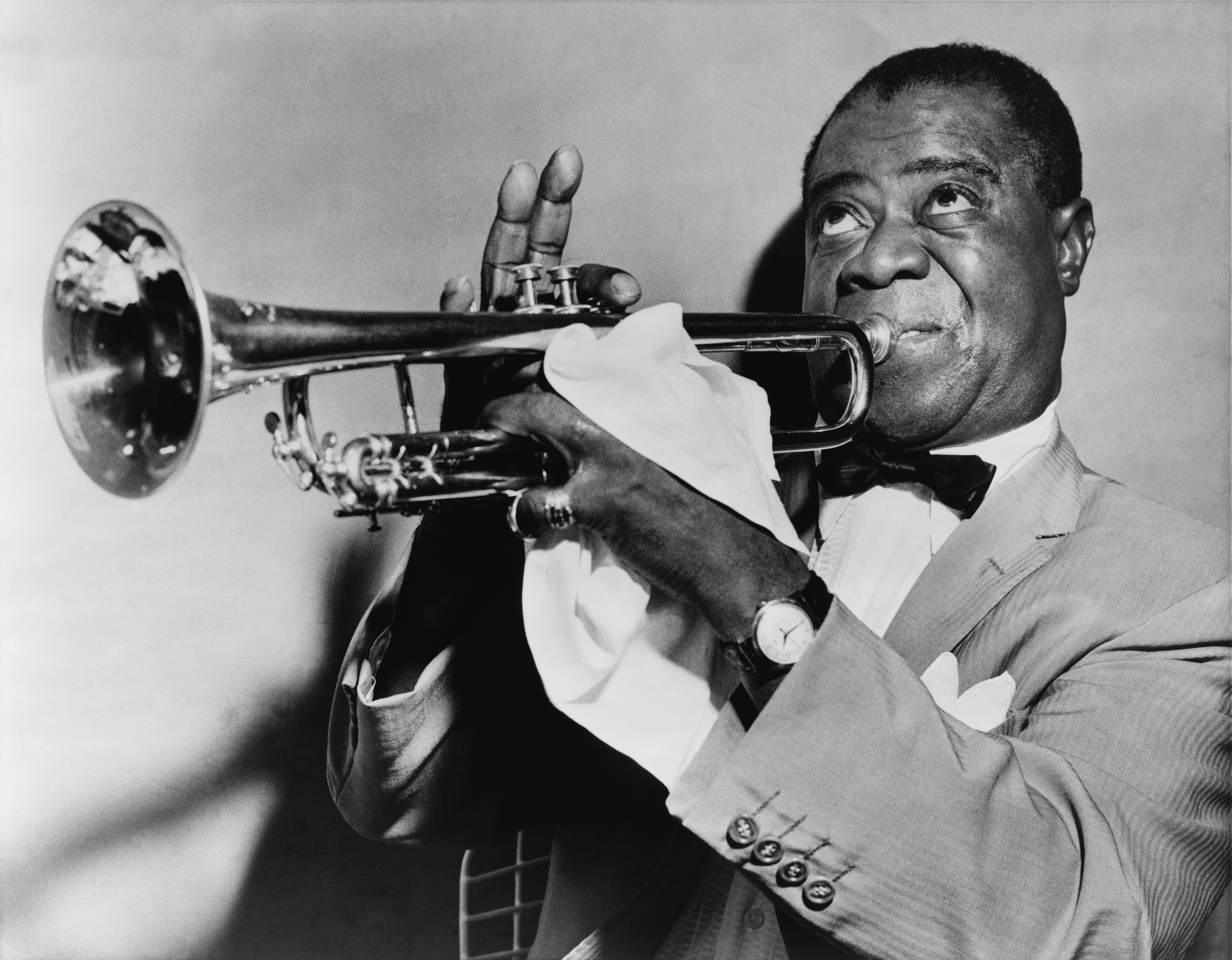
Louis Armstrong

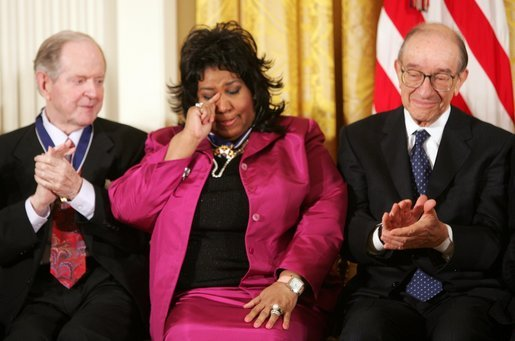
Aretha Franklin

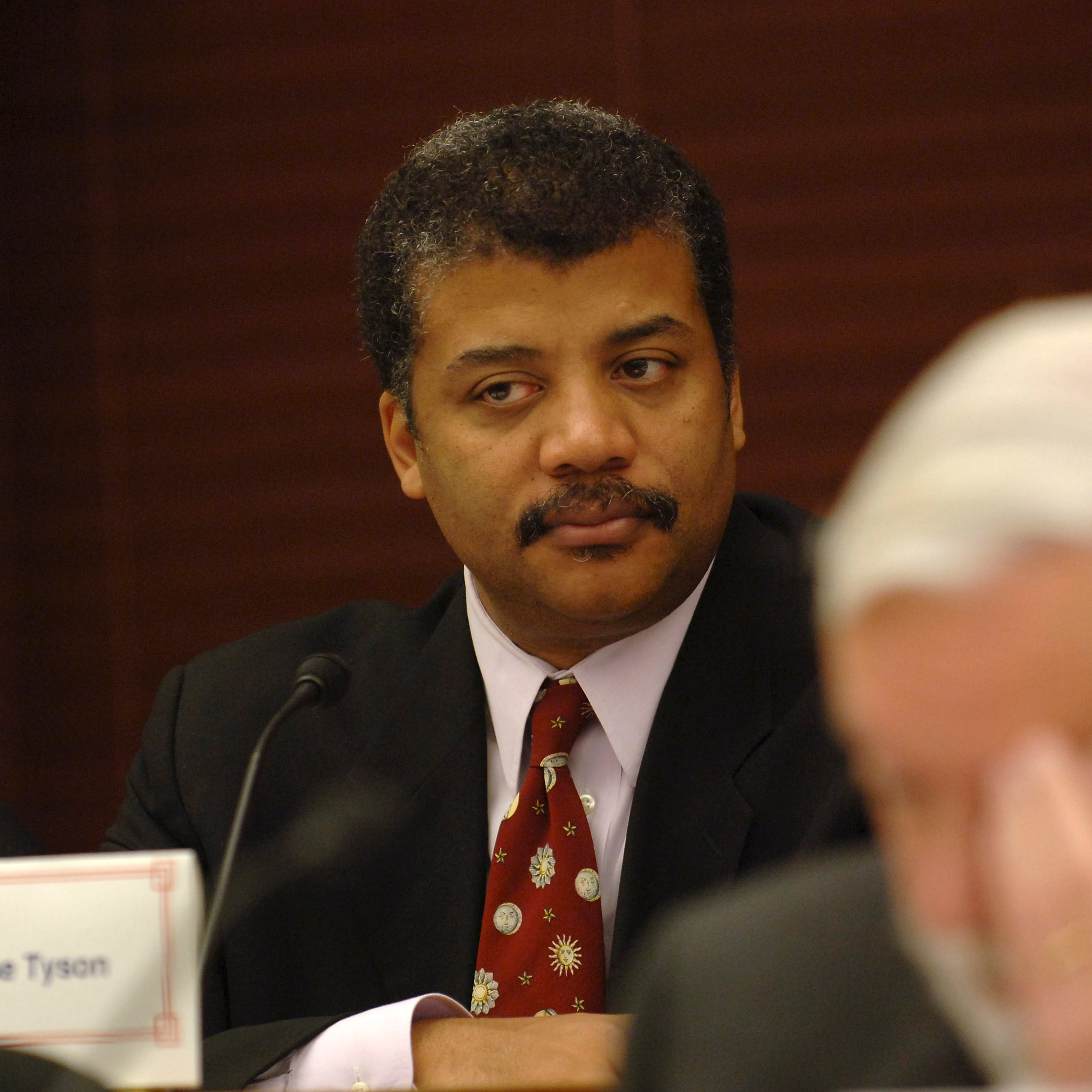
Neil deGrasse Tyson

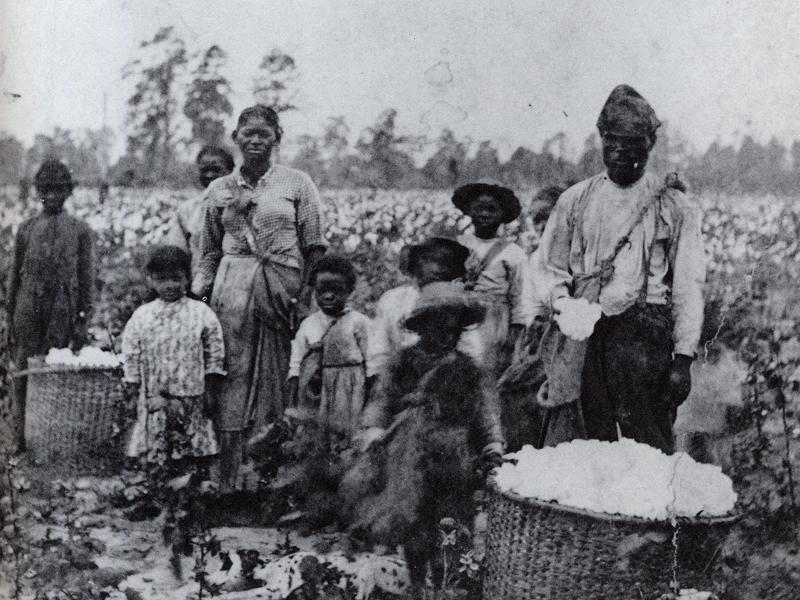
Slaven die katoen plukten, Georgia, omstreeks 1850

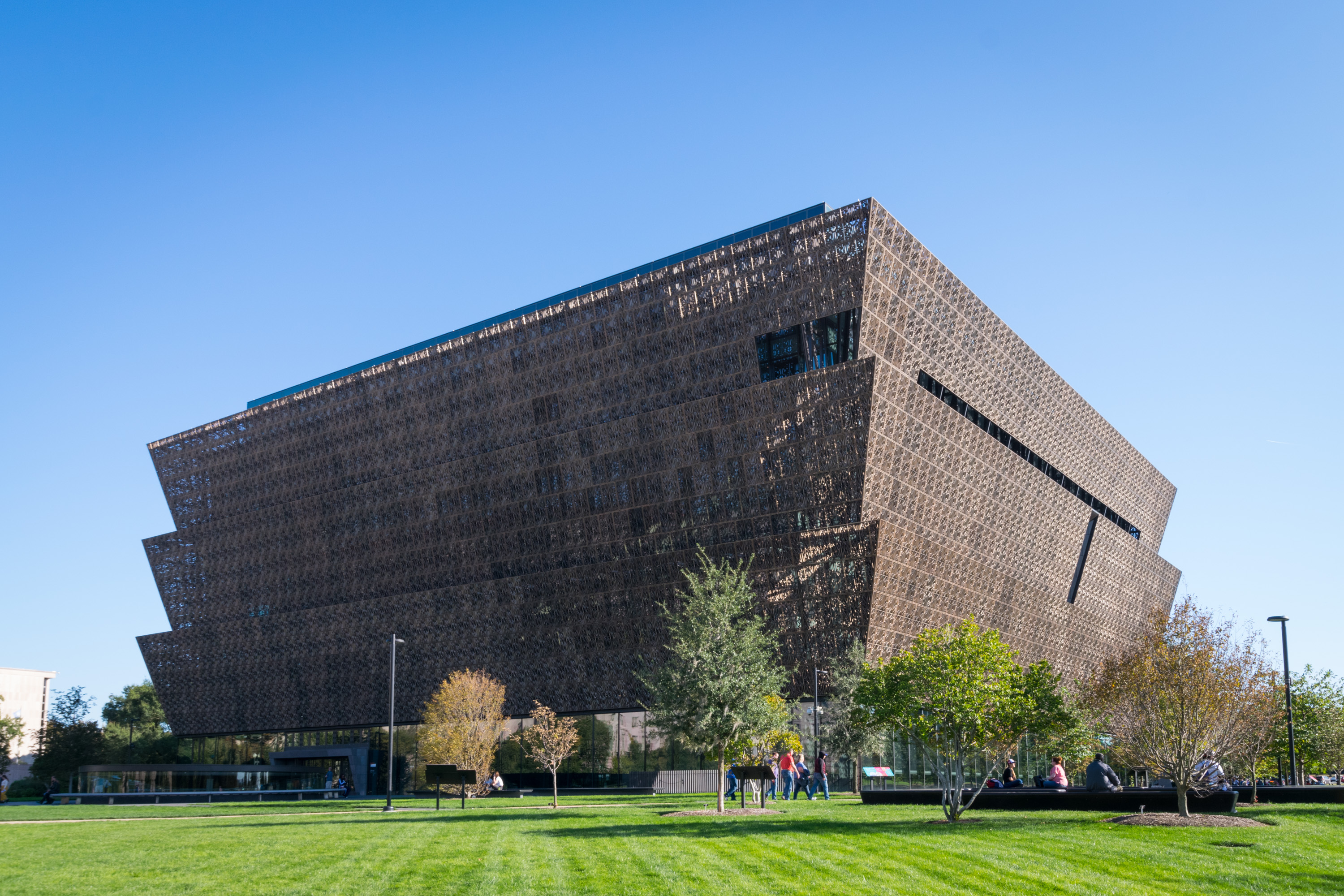
Het National Museum of African American History and Culture aan de National Mall in Washington D.C.

Afro-Amerikanen, ook wel Afrikaanse Amerikanen of zwarte Amerikanen genoemd, vormen een etnische groep in de Verenigde Staten. Leden zijn inwoners van de Verenigde Staten met een volledige of gedeeltelijke Afrikaanse afkomst.
In 2000 waren er in de Verenigde Staten 34,6 miljoen Afro-Amerikanen; dit is 12,3% van de Amerikaanse bevolking. Zij zijn in overgrote meerderheid afstammelingen van slavernij in de Verenigde Staten die naar de VS gehaald zijn, maar na de afschaffing van de slavernij in 1865 is er ook immigratie geweest uit het Caraïbische gebied en vanuit Afrika zelf; het resultaat van deze laatstgenoemde immigratiestroom is een bevolkingsgroep van ca. 800 000 personen.

## Naamgeving
Tijdens de periode van de slavernij, tot 1865, werden slaven van Afrikaanse afkomst aangeduid als blacks (zwarten) of negroes (negers). Na de afschaffing van de slavernij werd colored (gekleurd) ingevoerd als alternatief, omdat beide eerdere benamingen aan het pijnlijke verleden in herinnering riepen; Negroes, nu met hoofdletter, werd echter ook door deze groep gebruikt als zelfaanduiding (zo bijv. nog in Martin Luther Kings speech I have a dream, 1963). De burgerrechtenbeweging voerde echter ook de term Afro-Amerikanen in, om de banden met de eigen afkomst aan te halen, terwijl Malcolm X en de Black Power-beweging de uiteindelijk populairdere naam blacks herinvoerden. De benaming als Afrikaanse Amerikanen komt voort uit een voorstel van Jesse Jackson, die categorisering op basis van huidskleur wilde vervangen door een meer cultureel geladen aanduiding.

## Beknopte geschiedenis

### 1700-1900
In de loop van de 18de en het begin van de 19e eeuw werden massaal slaven vervoerd van West-Afrika naar het zuiden van de huidige Verenigde Staten om als arbeidskrachten te worden ingezet op de plantages daar. Ze stierven vaak in onmenselijke omstandigheden op de tocht naar Amerika (bekend is de opstand op de Amistad in 1839 in de wateren rond Cuba, waarbij een veertigtal Afrikaanse slaven in opstand kwam en de terugtocht naar Afrika eiste, maar naar Amerika vervoerd werd en daar een verhit debat op gang bracht, dat met hun terugkeer naar Afrika eindigde). In 1808 werd de slavenhandel afgeschaft, maar dit was niet genoeg voor de mensen in het Noorden, die wilden dat de slavernij als instituut helemaal afgeschaft werd. Er waren veel bewegingen die hiervoor ijverden.
In 1860 werd Abraham Lincoln als president van de Verenigde Staten verkozen. De Zuiderlingen waren tegenstander van deze president, mede omdat ze bang waren dat hij een eind zou maken aan de slavernij. Daarom verklaarde het Zuiden zich onafhankelijk en stond voortaan bekend als de Confederatie. Ondanks aanvankelijke successen verloor het Zuiden uiteindelijk en werd het gedwongen de slaven vrij te laten. In het Zuiden wordt door sommigen nog steeds ontkend dat de Amerikaanse Burgeroorlog ging om de afschaffing van de slavernij; het ging volgens hen om de verdediging van de autonomie van de deelstaten tegen het federale gezag. Veel ex-slaven migreerden naar het Noorden, waar de omstandigheden vanwege de rassenhaat overigens niet veel beter waren. Nog altijd zijn Afro-Amerikanen verreweg het sterkst geconcentreerd in het grondgebied van de voormalige Confederatie.

### 1900-1970
Het afschaffen van de slavernij maakte de Afro-Amerikanen niet gelijk; er werd een systeem ingevoerd om blanken en zwarten in de maatschappij apart te houden, segregatie genoemd. Dit hield in dat de zwarten andere, vaak inferieure, diensten moesten gebruiken dan de blanken. In de jaren 1950 probeerde president Dwight D. Eisenhower hier schoorvoetend een eind aan te maken. Hij stelde bijvoorbeeld, gedwongen door het Hooggerechtshof, verschillende blanke scholen in het Zuiden open voor zwarten, wat tot rassenrellen leidde.
Een belangrijk persoon voor de Afro-Amerikanen was Martin Luther King, een leider van de zwarte burgerrechtenbeweging. Hij leidde de mars naar Washington D.C. op 28 augustus 1963, waar hij zijn beroemde I Have a Dream-speech gaf. In 1964 kreeg hij de Nobelprijs voor de vrede. In 1968 werd hij doodgeschoten door James Earl Ray. In 1983 werd de derde maandag in januari een nationale feestdag genaamd Martin Luther Kingdag.

## Opmerkingen
Sinds de jaren tachtig van de 20e eeuw werd de groep van afstammelingen van Afrikaanse slaven aangevuld door een spontane immigratie van mensen uit Afrikaanse landen zoals Nigeria, Ghana en Ethiopië. De kinderen van deze immigranten groeiden als burgers van de USA op. Hun familiegeschiedenis is volledig anders dan die van de klassieke Afro-Amerikanen.
Zwarte immigranten die uit Haïti, Dominicaanse Republiek en andere Spaanstalig Amerikaanse landen komen beschouwen zichzelf vaak als (Afro-)latino's en niet als Afro-Amerikanen.